# Raptiformica sanguinea
Raptiformica sanguinea é uma espécie de formiga do gênero Raptiformica, pertencente à subfamília Formicinae.